# سوق الصباغين الصغير
سوق الصباغين الصغير هو أحد أسواق تونس، مختص كما يدل على ذلك اسمه بالصباغة. 

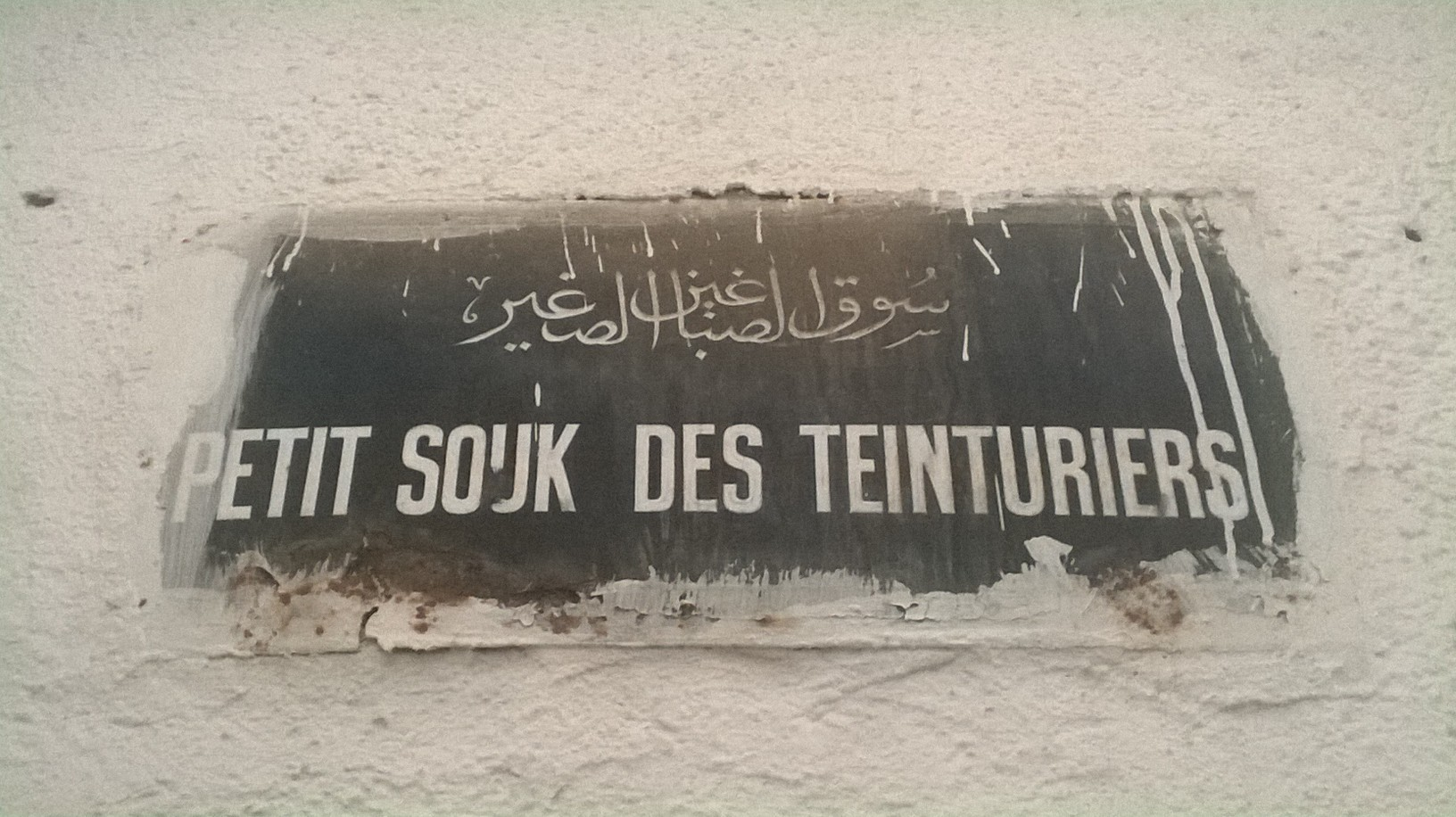
لافتة سوق الصباغين الصغير

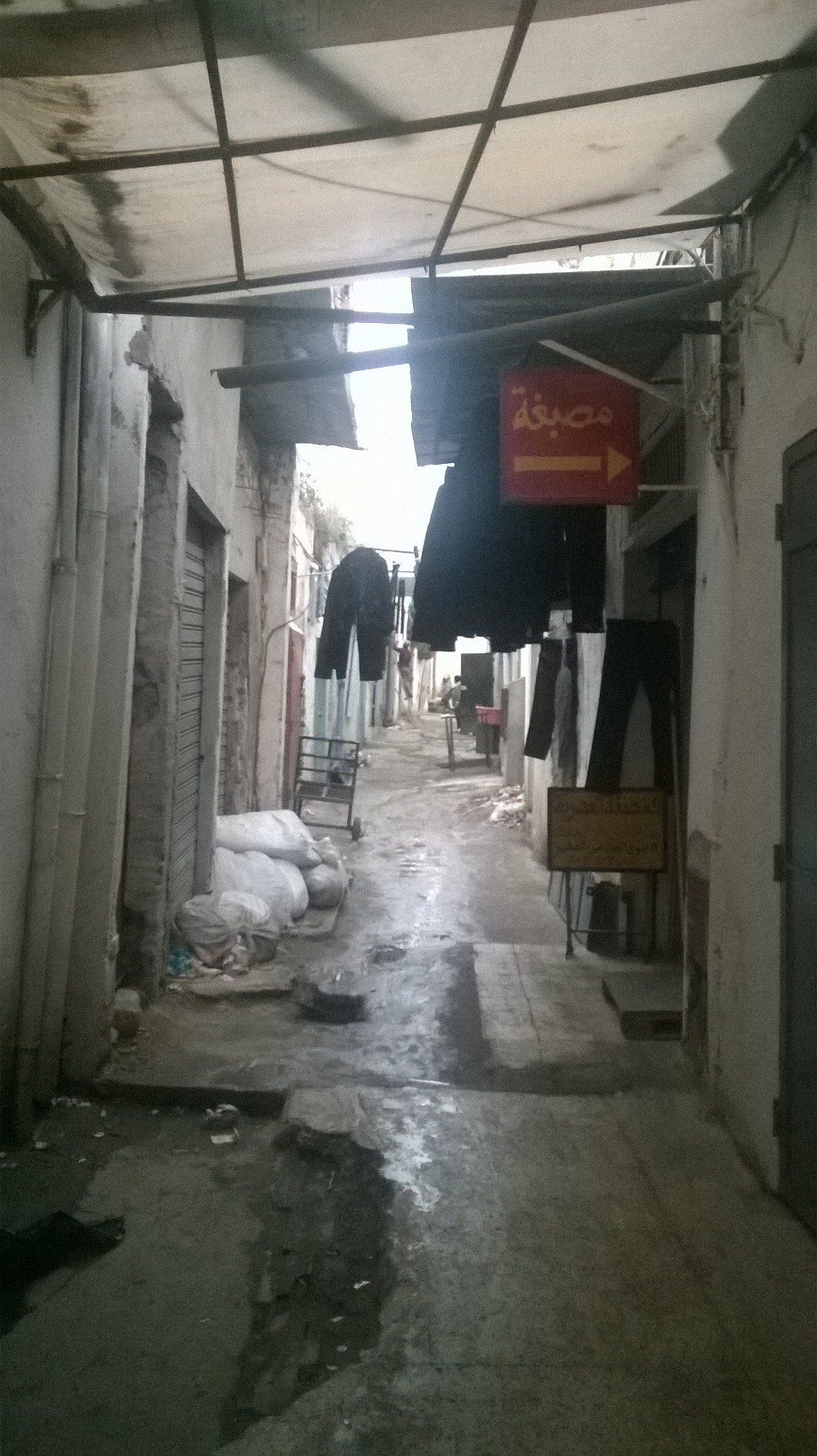
مشهد من سوق الصباغين الصغير يطهر فيه أحد الدكاكين

## الموقع
بعتبر سوق الصباغين الصغير امتدادا لـسوق الصباغين، وكلاهما يوجدان بعيدا عن جامع الزيتونة حيث أن الصباغة تعتبر من الصناعات الملوثة، ثم أيضا لحاجة حرفييها إلى أن يكونوا قريبين من مداخل المدينة لسهولة التزود بالبضاعة. يربط سوق الصباغين الصغير السوق الكبير بنهج سيدي زهمول في الربض الجنوبي لمدينة تونس.

## تاريخ
لا تتوفر كثير من المعطيات التاريخية حول هذا السوق إلا أن الأكيد أنه استحدث كامتداد لسوق الصباغين.